# Rautersbeul
Rautersbeul ist ein Wohnplatz der Stadt Attendorn im Kreis Olpe (Nordrhein-Westfalen) und hat 5 Einwohner (Stand 30. Juni 2024).

## Geografie
Rautersbeul mit dem Relekes Hof liegt westlich des Kernortes Attendorn in Nachbarschaft der Ortslage Wesmecke und dem östlich liegenden Attendorner Ortsteil Biekhofen. Der Hof liegt auf 344 m Höhe und ist umgeben von Heinberg (332 m), Sellberg (404 m) und Himberg (416 m).

## Geschichte
Politisch gehörte Rautersbeul ehemals im Amt Waldenburg und im Gogericht und Kirchspiel Attendorn zur Bauerschaft Windhausen, der auch umliegende Orte wie Biekhofen, Dahlhausen, Beukenbeul u. a. angehörten.
Der Relekes Hof, einer der ältesten Höfe im Raum Attendorn, vormals als kleines „Kötter Guth“ bezeichnet, gehörte um 1658 den Erben von Bürgermeister Gertmann (Attendorn). Als Pächter werden bis 1666 Georg Relek und bis 1681 Degenhardt Michels von Heulschotten genannt. Später, nach Roetger zu Beckhoven, übernahm die Pächterfamilie Cramer den Hof. Ab 1699 werden Johann Cramer, Friedrich Cramer, Johann Cramer (1700–1751) und Anton Cramer genannt. Durch das Servitut-Befreiungsgesetz von 1819 wurde Anton Cramer Eigentümer von Rautersbeul.
1871 gab es auf dem Relekes Hof 10 Bewohner. Das Adressbuch von 1929 führt die Namen „Heinrich, Johann und Josef Cramer“ auf.
Im Jahre 1935 baute Josef Cramer (1895–1957) ein neues Wohnhaus, später wurden auch die Stallgebäude und nach einem Brand die große Scheune neu gebaut. Josef Cramer vertrat den Bauernstand als Ortsbauernführer und Ortslandwirt. In den Kirchenvorstand der Pfarrei Attendorn berufen, war er außerdem Erster Vorsitzender der Spar- und Darlehnskasse Attendorn. Als der Schützenverein St. Hubertus in Biekhofen 1938 gegründet wurde, wählte man ihn zum Ersten Vorsitzenden des Vereins.
Das Adressbuch von 1956 führt in Rautersbeul die Namen „Heinrich, Johann und Klementine Cramer, Gertrud und Günter Hornich und Paul Otto“ auf.
Die Hoferbin Irmgard Cramer heiratete 1950 den Landwirt Paul Otto von Gut Dahm. Das Anwesen in landschaftlich schöner Lage ist auch heute noch in Besitz der Nachkommen der Familie.
Ab 1819 gehörte Rautersbeul im Amt Attendorn zur Gemeinde Attendorn-Land, bis diese 1969 in die Stadt Attendorn eingegliedert wurde.